# Harry Saager
Harry Saager (Bad Reichenhall, 11 novembre 1911 – 8 maggio 1999) è stato un ciclista su strada e pistard tedesco, vinse il Deutschland Tour 1950.
Si distinse particolarmente su pista dove riuscì a vincere ed a conquistare medaglie nei campionati nazionali in differenti specialità, sia fra i dilettanti che fra i professionisti (madison, tandem, inseguimento individuale ed inseguimento a squadre) e nelle principali Sei giorni tedesche, vincendo la Sei giorni di Francoforte nel 1951.

## Palmares

### Strada
- 1940 (Dilettanti, una vittoria)

Berlin-Leipzig
- 1941 (Dilettanti, una vittoria)

Rund um Berlin
Berlin-Leipzig
Rudersdalløbet
- 1942 (Dilettanti, due vittorie)

Rund um Berlin
Rund um die Hainleite
- 1943 (Dilettanti, una vittoria)

Campionati tedeschi dilettanti, Prova in linea
- 1950 (Rabeneick, una vittoria)

Classifica generale Deutschland Tour
- 1951 (Rabeneick, una vittoria)

Tour de Bielefeld

### Pista
- 1942 (Dilettanti, una vittoria)

Campionati tedeschi, Tandem(con Werner Bunzel)
- 1946 (Individuale, una vittoria)

Campionati tedeschi, Madison (con Rudi Mirke)
- 1950 (Rabeneick, una vittoria)

Campionati tedeschi, Madison (con Heinrich Schwarzer)
- 1951 (Rabeneick, una vittoria)

Sei giorni di Francoforte (con, Ludwig Hörmann)

### Altri successi
- 1936 (Dilettanti, una vittoria)

Campionati tedeschi, Cronosquadre
- 1939 (Dilettanti, una vittoria)

Campionati tedeschi, Cronosquadre

### Competizioni mondiali
- Campionati del mondo

Varese 1951 - In linea: non partito